# Совместный выпуск
Марки совместного выпуска «Совместный экспериментальный полёт советского космического корабля «Союз-19» и американского — «Аполлон»»
Совме́стный вы́пуск — филателистический термин, означающий одновременный выпуск почтовыми ведомствами в двух или более государствах почтовых марок, блоков, конвертов, карточек или другого филателистического материала на одну тематику, практически всегда с идентичным рисунком.

## Особенности
Для марок совместного выпуска характерны следующие особенности:
- Иногда имеются отличия в рисунке.
- Могут также одни номиналы серии выпускаться одной страной, другие номиналы — другим государством.
- Чаще всего рисунок почтовой марки выполняет один художник.

## Примеры

### Совместные выпуски стран бывшегоСССР
- Россия, Украина, Белоруссия — 7 апреля 1995: три марки и один купон (сцепка 2 × 2) в честь дня Победы.
- Латвия, Литва, Эстония — апрель 1995: одна марка и блок из трёх марок «Проект строительства трансбалтийской автомагистрали».
- Узбекистан, Киргизия, Казахстан, Таджикистан, Туркменистан — 15 мая 1996: почтовый блок «Спасём Аральское море»[1] при участии администраций связи перечисленных республик.
- Латвия, Литва, Эстония — август 1999: одна марка и блок из трёх марок «К 10-летию антисоветской акции гражданского неповиновения „Балтийский путь“».
- Россия, Украина, Белоруссия — 5 января 2000 года: почтовые блоки из трёх марок «2000-летие христианства»[2].

| Почтовые блоки совместного выпуска «2000-летие христианства» (2000) | Почтовые блоки совместного выпуска «2000-летие христианства» (2000) | Почтовые блоки совместного выпуска «2000-летие христианства» (2000) |
| ------------------------------------------------------------------- | ------------------------------------------------------------------- | ------------------------------------------------------------------- |
|                                                                     |                                                                     |                                                                     |
| Россия                                                              | Белоруссия                                                          | Украина                                                             |

- Белоруссия, Литва — 3 октября 2007: две марки с купонами и конверты, посвящённые птицам приграничных районов данных республик[3].
- Азербайджан, Украина — 18 августа 2008: две марки с купоном и конверты с изображением произведений ювелирного искусства (по одному из коллекций Музея истории Азербайджана и Музея исторических драгоценностей Украины).

| Совместный выпуск Украина—Азербайджан (2008) | Совместный выпуск Украина—Азербайджан (2008) |
| -------------------------------------------- | -------------------------------------------- |
|                                              |                                              |

- Китай, Украина — 14 августа 2009: две марки с купоном между ними с изображением памятников архитектуры (Башня Жёлтого журавля, Ухань — Китай, Золотые ворота, Киев — Украина).

### Совместные выпуски других стран
- Китай, Гонконг, Макао — август 1999: одна марка, малый купон и большой купон «XXIX Олимпийские игры. Пекин-2008»[4].

#### Совместные выпуски Ирландии
Ирландское почтовое ведомство в сотрудничестве с почтовыми администрациями других стран выпустило ряд совместных выпусков:
| Год  | Почтовая администрация | Тема                                           | Примечание                                                                                     |
| ---- | ---------------------- | ---------------------------------------------- | ---------------------------------------------------------------------------------------------- |
| 1981 | США                    | Памяти Джеймса Хобана                          | Архитектор Белого дома                                                                         |
| 1984 | США                    | Джон Маккормак                                 | Певец (тенор)                                                                                  |
| 1989 | ФРГ                    | Ирландские франконийские апостолы              | Св. Килиан, Св. Колонат и Св. Тотнан                                                           |
| 1995 | Бельгия                | 250-летие битвы при Фонтенуа                   | [ 8 ]                                                                                          |
| 1997 | Мексика                | 150-летие батальона Св. Патрика (Сан-Патрицио) | [ 9 ]                                                                                          |
| 1999 | США                    | Памяти иммиграции ирландцев                    | 150-летие ирландского картофельного голода                                                     |
| 1999 | Австралия              | «Полли Вудсайд»                                | Трёхмачтовый барк с железным корпусом, спущенный на воду в Белфасте в 1885 году                |
| 2004 | Швеция                 | Нобелевская премия по литературе               | У. Б. Йейтс, Дж. Б. Шоу, С. Беккет и Ш. Хини                                                   |
| 2005 | Канада                 | Биосферные заповедники                         | Национальный парк Килларни и Национальный парк Уотертон-Лейкс с изображением Ирги ольхолистной |
| 2008 | Испания                | Народные танцы                                 | Ирландский танцор и танцор фламенко                                                            |